# Krähendrongo
Der Krähendrongo (Dicrurus annectens, Syn.: Dircurus annectans (Fehlschreibung)) ist eine Vogelart aus der Familie der Drongos.
Er kommt in Bangladesch, Bhutan, Brunei, China, Indien, Indonesien, Kambodscha, Laos, Malaysia, Myanmar, Nepal, Philippinen, Singapur, Thailand und Vietnam vor.
Das Verbreitungsgebiet umfasst tropischen oder subtropischen feuchten Tiefland- und Mangrovenwald bis 600 m Höhe.

## Beschreibung
Der Krähendrongo ist 27 bis 32 cm groß und wiegt zwischen 44 und 68 g.
Er ist glänzend tintenschwarz, ähnelt dem Königsdrongo (Dicrurus macrocercus), der stark gespreizte, flache Schwanz ist aber weniger gegabelt, der Schnabel kräftiger, insgesamt ein wuchtiger wirkender Drongo.
Jungvögel haben weiße Flecken auf Brust und Unterseite.

## Stimme
Der Ruf des Männchens wird als lautes, melodisches Pfeifen und Brummen, auch als fallende Reihe harfenartiger Töne beschrieben.
Die Art ist monotypisch.

## Lebensweise
Die Nahrung besteht hauptsächlich aus Insekten einschließlich Ameisen und Termiten. Gejagt wird von Ansitzen aus, die Beute am Boden ergriffen.
Die Brutzeit liegt zwischen April und Juni, das kleine, flache Nest wird von beiden Geschlechtern in etwa 5 Tagen gebaut, typisch am Ende eines horizontalen Astes 5–12 m über dem Boden, meist im dichten immergrünen Laubwald. Das Weibchen legt 3–4 blass cremefarbene, rot oder violett-braun gestreifte Eier und brütet alleine.
Der Krähendrongo ist ein Zugvogel, überwintert in Ostbangladesh und Nordostindien sowie in Myanmar.

## Gefährdungssituation
Der Bestand gilt als nicht gefährdet (Least Concern).